# Alexander Hurd
Alexander Brengle „Alex“ Hurd (* 21. Juli 1910 in Montreal; † 28. Mai 1982 in Tampa) war ein kanadischer Eisschnellläufer.
Hurd, der als Bergmann tätig war, holte bei den Olympischen Winterspielen 1932 in Lake Placid die Bronzemedaille über 500 m und die Silbermedaille über 1500 m. Zudem wurde er dort Siebter über 10.000 m. Er nahm bei der darauffolgenden Mehrkampf-Weltmeisterschaft teil, die er aber vorzeitig beendete. In den Jahren 1933, 1935 und 1936 wurde er nordamerikanischer Massenstart-Hallenmeister und stellte dabei einen nordamerikanischen Rekord im Zwei-Meilen-Rennen auf. 

## Persönliche Bestleistungen
| Disziplin | Zeit        | Datum            | Ort       |
| --------- | ----------- | ---------------- | --------- |
| 500 m     | 43,8 s      | 10. Februar 1934 | Kongsberg |
| 1500 m    | 2:27,1 min  | 1934             |           |
| 5000 m    | 8:50,6 min  | 1934             |           |
| 10.000 m  | 19:20,0 min | 11. Februar 1934 | Kongsberg |